# Beppegat
Het Beppegat is een inham van de Eems ten westen van de Bocht van Watum nabij Hoogwatum. De inham ontstond nadat na de Kerstvloed van 1717 hier de nieuwe zeedijk deels over het oude dijklichaam werd gelegd, zodat de dijk hier iets naar binnen ligt ten opzichte van de omringende zeedijk. Mogelijk gebeurde dit omdat hier een kolk was ontstaan. In 1985 werd een strandje aangelegd door de toenmalige gemeente Bierum, waarvan de restanten nog steeds zichtbaar zijn.
Volgens Ter Laan verwijst 'beppe' naar het Friese woord voor grootmoeder.